# Liberté (revue)
Pour les articles homonymes, voir Liberté (homonymie).
Liberté est une revue québécoise de littérature et de politique, fondée à Montréal en 1959. Apparue à l'aube de la Révolution tranquille, la publication en fut un des lieux intellectuels phares. Elle est aujourd'hui publiée quatre fois par année, de manière bimensuelle.

## Historique

### Fondation
Les premières discussions concernant la publication d'une nouvelle revue littéraire au Québec débutent vers 1957 autour du poète Jean-Guy Pilon, qui dirigera la revue pendant 20 ans. Le nom choisi alors est Liberté, comme le nom du paquebot faisant la liaison entre Le Havre et New York, que Pilon avait emprunté lors de son retour de France en 1955.  
Le premier numéro de la revue parait en février 1959. Le comité d'édition de la revue est alors formé de Pilon, accompagné de Jacques Godbout, Fernand Ouellette, André Belleau, Jean Filiatrault, Paul-Marie Lapointe, Michel van Schendel, Lucien Véronneau et Gilles Carle. Carle, Hénault, Lapointe, Véronneau et van Schnedel quittent la revue avant la publication du second numéro, y percevant un manque d'appui envers la grève des réalisateurs de Radio-Canada de 1958-1959.  
Dès ses débuts, la revue traite non seulement de littérature et de politique, mais fait également l'état de l'actualité au sein d'autres médiums, les arts visuels et la musique, notamment. La place de l'intellectuel, en particulier de l'écrivain, au sein de la société, devient alors un enjeu central au sein des essais de la publication.

### Années 1960 et 1970:Libertéet la Révolution tranquille
Les premières décennies de Liberté sont marquées par une grande effervescence politique et culturelle au Québec lors de la Révolution tranquille. Quoique la revue n'ait jamais officiellement pris position à cet égard, celle-ci devient le lieu de discussions en faveur de l'autonomie de la littérature, de la laïcité, du souverainisme et du socialisme. La question de langue est à cet égard centrale, et fera l'objet de nombreuses contributions à la publication.
À cette époque, de nombreuses figures importantes de la vie littéraire québécoise, dont Michèle Lalonde et Hubert Aquin, y publient et occupent des postes de gestion et d'édition. À titre d'exemple, ce dernier propose, en 1962, l'essai « La fatigue culturelle du Canada français », texte qui fait état des changements que subit alors la société québécoise et qui fera date.
Liberté ne publie pas à l'automne 1970 son numéro à cause de la Crise d'octobre et de l'entrée en vigueur de la Loi sur les mesures de guerre. Malgré un condamnation de la réponse gouvernementale et policière brutale à ces évènements et son parti pris pour le souverainisme, l'équipe de la revue préfère maintenir son indépendance en évitant de soutenir le Front de Libération du Québec. Cela mène, en mars 1971, Aquin à quitter avec fracas la revue, l'accusant de ne pas être libre face au Conseil des arts du Canada.
C'est au cours des années 1970 que Liberté acquiert sa plus grande notoriété: on en tire alors jusqu'à 3000 exemplaires, dont 1000 pour les abonnements. Alors que la seconde génération de contributeurs arrive au sein de la revue - François Hébert et François Ricard en 1975, notamment - la publication propose plusieurs textes s'enthousiasmant de l'arrivée au pouvoir du Parti québécois, en 1976. En 1979, le fondateur Jean-Guy Pilon quitte la revue, 20 après sa fondation.

### Années 1980 et 1990: les seconde et troisième générations deLiberté
À la suite du départ de Pilon, François Ricard devient directeur de la revue, qui prend alors un tournant davantage polémique. Après l'échec du référendum de 1980 sur la souveraineté et la montée en puissance de la technocratie étatique québécoise, Liberté devient critique de plusieurs institutions dont elle avait soutenu la création au cours des décennies précédentes. 
En 1984, trois femmes, Lise Noël, Danielle Trudeau et Suzanne Robert, intègrent le comité jusqu'alors dominé par les hommes. Malgré l'apport de ces dernières, on note un certain sentiment anti-féministe au cours des années 1980 au sein de la revue. En 1986, François Hébert devient directeur et la publication commence à s'intéresser aux questions propres à l'écriture et à la création. Les années 1980 sont ainsi marquées par la préséance des discussions culturelles afin de traiter du politique, de même que par un intérêt de plus en plus marqué pour la littérature internationale.
En 1993, Marie-Andrée Lamontagne prend la direction de la revue, alors que quitte Fernand Ouellette, dernier des fondateurs jusqu'alors présent. La publication connait alors des difficultés financières, son tirage étant réduit à 1000 exemplaires. Pendant sa quatrième décennie d'existence, la revue se détache du ton polémique qui a précédé au profit de discussions plus académique touchant les enjeux interdisciplinaires, de création et de traduction. Les dossiers politiques se font alors rares, et l'attention portée aux littératures internationales devient de plus en plus marquée.

### Libertédepuis les années 2000: crise, résistance culturelle et renouveau de la revue
En l'an 2000, la revue connait une crise financière et administrative sans précédent, ce qui fait en sorte que le numéro de juin ne paraît pas et que quittent des collaborateurs de longue date. Liberté connait au cours des années suivantes une instabilité se manifestant par un roulement marqué de personnel.
Dès 2005 et au cours des quelques années suivantes, une nouvelle équipe se forme autour de Pierre Lefebvre. Celle-ci souhaite renouer avec ce qu'elle identifie comme l'héritage engagé et politique, imaginée à travers la figure de Hubert Aquin. Celui-ci est alors choisi comme représentatif de l'esprit de Liberté, aux dépens d'autres collaborateurs importants de son histoire. La revue se place alors sous le leitmotiv de la « résistance culturelle » en adoptant un ton subversif et critique. Pour le cinquantième anniversaire de la fondation de la revue en 2009, l'équipe, alors composée de Pierre Lefebvre, Olivier Kemeid, Robert Richard, Evelyne de la Chenelière, Michel Peterson et Jean-Philippe Warren, publie en 2011 une anthologie des essais de Liberté, L'écrivain dans la cité - 50 ans d'essais, aux éditions le Quartanier. À l'image de l'intention éditoriale de cette équipe, l'ouvrage se consacre surtout sur la dimension politique de Liberté,  au détriment de la fiction, de l'essai littéraire et de la poésie. 
En 2012, la revue adopte le format magazine et subit une importante refonte graphique et poétique: il y a désormais davantage une lecture politique du littéraire plutôt qu'une lecture du politique à proprement parler. C'est alors qu'est adopté l'intitulé « Art et politique », toujours en usage aujourd'hui. 
En 2018, Aurélie Lanctôt et Rosalie Lavoie deviennent co-directrices de Liberté.  Cette nouvelle mouture de la publication accorde davantage d'importance aux enjeux politiques actuels, tels que l'écologie, l'anti-racisme et le féminisme. Le numéro 321, publié à l'automne 2018 sous le thème « Premiers peuples: cartographie d’une libération » est emblématique de cette nouvelle direction. La nouvelle équipe Lavoie-Lanctôt cherche à assouplir la hiérarchie du comité d'édition et à proposer un espace de débat. En 2019, alors qu'elle célèbre son soixantième anniversaire, Liberté produit deux numéros anniversaires (n°325 et n°326), en plus de proposer une refonte graphique. Ce virage politique amène un certain rajeunissement du lectorat et de l'image de la publication. En 2022, Valérie Lefebvre-Faucher remplace Lanctôt à titre de co-directrice, alors que Lavoie demeure en poste, en souhaitant poursuivre le virage amorcé quatre ans plus tôt. En 2023, Lavoie quitte l'équipe de Liberté pour retourner aux études en soin préhospitaliers d'urgence pour devenir technicienne ambulancière paramédicale. Elle est remplacée par Laurence Perron. 

## Contenu et politique éditoriale
Dès sa fondation, la revue publie des textes de fiction, de poésie, de même que de essais littéraires et politiques. Présentement, la revue se consacre aux questions politiques, tout en conservant une sensibilité littéraire et artistique. La revue, dans sa mouture actuelle, souhaite proposer un propos réfléchi et engagé, tout en demeurant accessible à un lectorat assez large.
Liberté propose les sections « Chroniques », « Rencontres », « Dossier » dans lequel on explore le thème spécifique du numéro de la revue et « Critique », dans laquelle on propose des critiques littéraires, théâtrales et cinématographiques, entre autres. Au sein de cette dernière section, le « Rétroviseur », établie en 2013, permet à l'équipe de rédaction de revenir sur des textes marquants de l'histoire de la publication, articulant l'héritage de Liberté à son présent. La revue publie quatre numéros par année. 
Liberté est membre de la Société de développement des périodiques culturels québécois. Le fonds d'archives de la revue Liberté est conservé au centre d'archives de Montréal de Bibliothèque et Archives nationales du Québec. La revue est disponible de manière numérique sur la plateforme Érudit depuis 2010, de même que sur son site officiel.